# Холодная война в 1980-е годы
Хронология Холодной войны
- 1943
- 1944
- 1945
- 1946
- 1947
- 1948
- 1949
- 1950
- 1951
- 1952
- 1953
- 1954
- 1955
- 1956
- 1957
- 1958
- 1959
- 1960
- 1961
- 1962
- 1963
- 1964
- 1965
- 1966
- 1967
- 1968
- 1969
- 1970
- 1971
- 1972
- 1973
- 1974
- 1975
- 1976
- 1977
- 1978
- 1979
- 1980
- 1981
- 1982
- 1983
- 1984
- 1985
- 1986
- 1987
- 1988
- 1989
- 1990
- 1991

Военно-политическая карта мира

## Длящиеся события 1970-х годов
- Арабо-израильский конфликт(Война Судного дня)
- Третья Индокитайская война
- Конфронтация
  - Западной и Восточной Германии
  - Китайской Народной Республики и Республики Китай
  - Северной и Южной Кореи
- Североирландское движение за независимость

## 1980
перейти:
- 3—4 января: Президент США Джимми Картер снимает договор ОСВ-2 с утверждения Сенатом и запрещает продажу технологий Советскому Союзу.
- 27 января: Доктрина Картера обязывает Соединённые Штаты защищать страны Персидского залива от внешнего вторжения.
- 25 февраля: В Суринаме произошёл военный переворот, в конечном итоге приведший к установлению в стране военной диктатуры.
- 21 марта: США и их союзники бойкотируют летние Олимпийские игры 1980 года (15 июля — 3 августа) в Москве.
- 17 апреля: Роберт Мугабе становится премьер-министром Зимбабве.
- 30 апреля: Посольство Ирана в Лондоне захватили боевики ДРФЛА, что привело к 6-дневной ситуации с заложниками.
- 4 мая: Иосип Броз Тито, коммунистический лидер Югославии с 1945 года, умирает в возрасте 88 лет в Любляне.
- 31 августа: В Польше подписано Гданьское соглашение после волны забастовок, начавшейся на верфях имени Ленина в Гданьске. Соглашение предоставляет более широкие гражданские права, такие как создание профсоюза, известного как «Солидарность», неподконтрольного правящей коммунистической партии.
- 22 сентября: Вооружённые силы Ирака начали вторжение в Иран, начинается ирано-иракская война.
- 6 октября: Начало войны в Уганде.
- 8 декабря: Убийство Джона Леннона.

## 1981
перейти:
- 17 января: Фердинанд Маркос отменил военное положение в рамках подготовки к визиту Папы Иоанна Павла II.
- 20 января: Рональд Рейган вступил в должность 40-го президента США. Рейган избран на платформе, противостоящей уступкам разрядки.
- 20 января: Кризис с заложниками в Иране закончился после 444 суток переговоров.
- 1 апреля: США приостанавливают экономическую помощь Никарагуа.
- 19 августа: Инцидент в заливе Сидра: ливийские самолёты атакуют американские самолёты в заливе Сидра, аннексированном Ливией. Два ливийских самолёта сбиты; американских потерь нет.
- 21 сентября:
  - Белиз становится независимым от Великобритании.
  - 1500 британских солдат остаются в Гватемале, чтобы предотвратить возможное нападение на страну извне из-за территориальных споров.
- 6 октября: Убийство Анвара Садата в Каире.
- 27 октября: Советская подводная лодка У-137 садится на мель недалеко от шведской военно-морской базы в Карлскруне.
- 23 ноября: Центральное разведывательное управление США (ЦРУ) начинает поддерживать антисандинистских контрас.
- 13 декабря: Генерал Войцех Ярузельский, назначенный первым секретарём Польской объединённой рабочей партии, вводит военное положение, резко ограничивающее повседневную жизнь поляков, предотвращая таким образом советскую военную интервенцию в польский внутриполитический конфликт, одновременно подавляя силовыми методами профсоюз «Солидарность» и политическую оппозицию против коммунистического правления.

## 1982
перейти:
- 24 февраля: Президент Рональд Рейган объявляет об «Инициативе Карибского бассейна», направленной на предотвращение свержения правительств в регионе коммунистами.
- 22 марта: Президент Рональд Рейган подписывает Резолюцию 97-157, где осуждает правительство Советского Союза за нарушения основных прав человека в отношении собственных граждан.
- 2 апреля: Вооружённые силы Аргентины вторгаются на Фолклендские острова, начинается Фолклендская война.
- 30 мая: Испания присоединяется к НАТО.
- 6 июня: Армия обороны Израиля вторгается в Ливан, чтобы положить конец рейдам и столкновениям с базирующимися там сирийскими войсками.
- 14 июня: Фолклендские острова освобождены британской оперативной группой. Конец Фолклендской войны.
- 10 ноября: Смерть и похороны Леонида Брежнева. В СССР начинается «Пятилетка похорон», иначе называемая «Гонкой на лафетах».
- 14 ноября: Юрий Андропов становится Генеральным секретарём Советского Союза.

## 1983
перейти:
- Январь: В Нью-Йорке арестован советский шпион немецкого происхождения Дитер Герхардт.
- 8 марта: В речи перед Национальной ассоциацией евангелистов Рейган называет Советский Союз «империей зла».
- 23 марта: Рональд Рейган инициирует Стратегическую оборонную инициативу (СОИ, или «Звёздные войны»).
- 5 июня: Начало Второй гражданской войны в Судане.
- 7 июля: Десятилетняя американка Саманта Смит принимает приглашение советского лидера Юрия Андропова и посещает Советский Союз со своими родителями. Смит написала Андропову, будет ли он «голосовать за войну или нет?» Письмо Смит, опубликованное в советской газете «Правда», побудило Андропова ответить и пригласить девушку в СССР. Широко разрекламированное событие приводит к другим советско-американским культурным обменам.
- 22 июля: Военное положение в Польше отменено.
- 23 июля: В Шри-Ланке начинается гражданская война между ТОТИ и правительством Шри-Ланки.
- 30 июля: Правительство Шри-Ланки запрещает все свои основные коммунистические партии, утверждая, что они были причастны к этническим беспорядкам, Советский Союз вмешивается в ход событий, чтобы легализовать цейлонские компартии.
- 21 августа: Бывший сенатор Бениньо «Ниной» Акино был убит в международном аэропорту Манилы (ныне международный аэропорт Ниной Акино).
- 1 сентября: Рейс 007 (самолет Boeing 747) гражданской авиакомпании Korean Air Lines с 269 пассажирами, включая конгрессмена США Ларри Макдональда, сбит советским самолётом-перехватчиком Су-15.
- 26 сентября: в 1983 году произошёл инцидент с ложной тревогой — срабатыванием советской СПРН. Советская система раннего предупреждения о ядерном нападении сообщает о пуске нескольких межконтинентальных баллистических ракет США. Дежурный офицер Войск ПВО СССР Станислав Петров квалифицирует их как ложную тревогу. Это решение рассматривается как предотвратившее массированный ответный ядерный удар, который, вероятно, мог бы привести к глобальной ядерной войне и гибели сотен миллионов людей.
- 25 октября: Войска США вторгаются на карибский остров Гренада, пытаясь свергнуть гренадское коммунистическое правительство, изгнать оттуда кубинские войска и сорвать строительство взлётно-посадочной полосы, финансируемое Советским Союзом.
- 2 ноября: Учения Able Archer 83 — Войска ПВО СССР расценивают отработку НАТО сценария ядерной войны на учениях как прикрытие для реальной атаки НАТО; в ответ советские ядерные силы приведены в повышенную боевую готовность.
- 10 декабря: Военная хунта Аргентины в рамках процесса национальной реорганизации распущена демократически избранным президентом Раулем Альфонсином.

## 1984
перейти:
- Январь: Президент США Рональд Рейган объявляет курс внешней политики, которая подкрепляет его предыдущие заявления.
- 13 февраля: Константин Черненко назначен Генеральным секретарём ЦК КПСС.
- 24 мая: Конгресс США ратифицирует поправку Боланда, запрещающую помощь США контрас.
- 1—10 июня: Начало операции «Голубая звезда».
- 28 июля: СССР и его сателлиты бойкотируют летние Олимпийские игры 1984 года (28 июля — 12 августа) в Лос-Анджелесе.
- 11 августа: Во время проверки микрофона перед своим еженедельным обращением к американской нации президент США Рональд Рейган шутит о бомбардировках СССР: «Мои соотечественники, американцы, — говорит Рейган. — Я рад сообщить вам сегодня, что я подписал закон, который навсегда ставит Россию вне закона. Бомбардировка начнётся через пять минут». Шутка не транслируется, но просочилась в прессу. Советский Союз временно приводит свои вооружённые силы в состояние повышенной боевой готовности.
- 31 октября: Убийство Индиры Ганди.
- 16 декабря: Маргарет Тэтчер и правительство Великобритании, планируя открыть новые каналы диалога с советскими кандидатами в лидеры, встречаются с Михаилом Горбачёвым в Чекерсе.

## 1985
перейти:
- 6 февраля: Доктрина Рейгана обязывает Соединённые Штаты поддерживать антикоммунистические мятежи в странах третьего мира.
- 10 марта: Скончался Генеральный секретарь ЦК КПСС Константин Черненко. С его смертью в СССР заканчивается «Пятилетка похорон».
- 11 марта: Михаил Горбачёв становится лидером Советского Союза.
- 15 марта: В Бразилии заканчивается военное правление.
- 24 марта: Майор Артур Николсон, офицер военной разведки армии США, застрелен советским часовым в Восточной Германии. Он указан как последняя жертва США в холодной войне.
- 11 апреля: Смерть Энвера Ходжи. Рамиз Алия занимает пост первого секретаря Албанской партии труда, став фактическим лидером Албании.
- 22 апреля: Суд над хунтами[англ.] созывается для судебного преследования участников Процесса национальной реорганизации (военной хунты, правившей Аргентиной с 1976 по 1983 год) за военные преступления и преступления против человечности, совершённые во время её существования.
- 20 мая: ФБР арестовывает Джона Энтони Уокера.
- 6 августа: В день 40-й годовщиной атомной бомбардировки Хиросимы и Нагасаки, Советский Союз вводит объявленный им пятимесячный односторонний мораторий на испытания ядерного оружия. Администрация Рейгана отвергает этот шаг как не более чем пропаганду и отказывается следовать этому примеру. Генеральный секретарь ЦК КПСС Михаил Горбачёв объявляет о нескольких продлениях моратория, но Соединённые Штаты не отвечают взаимностью, и мораторий заканчивается 5 февраля 1987 года.
- 21 ноября: Рональд Рейган и Михаил Горбачёв впервые встречаются на саммите в Женеве, Швейцария, где они соглашаются провести ещё два (позже три) саммита.

## 1986
перейти:
- 13 января: Начало гражданской войны в Южном Йемене.
- 13 февраля: Франция начинает операцию «Эпервье» («Ястреб-перепелятник»), чтобы отразить ливийское вторжение в Чад.

- 25 февраля: На Филиппинах происходит революция народной власти, свергнувшая президента Фердинанда Маркоса. Первая женщина-президент Филиппин, Корасон Акино, была назначена президентом.

- 22 февраля: Инцидент в Чёрном море: американский крейсер «Йорктаун» и эсминец «Кэрон» протаранены после входа в советские территориальные воды возле Крымского полуострова.

- 15 апреля: Американские самолёты бомбят Ливию в рамках операции «Каньон Эльдорадо».
- 26 апреля: Чернобыльская катастрофа: взрыв советской атомной электростанции на Украине, что привело к самой масштабной аварии на атомной электростанции в истории.
- 22 июля: Начинается Суринамская гражданская война.
- 11—12 октября: Саммит в Рейкьявике: дипломатический прорыв в сфере контроля над ядерными вооружениями.
- 3 ноября: Дело «Иран — контрас»: администрация Рейгана публично объявляет, что продаёт оружие Ирану в обмен на заложников и незаконно переводит прибыль повстанцам контрас в Никарагуа.

## 1987
перейти:
- 16 января: Сторонники жёсткого партийного курса в СССР выступают против политики экономического переустройства Горбачёва (Перестройки). Горбачёв объявляет, что через инициативы гласности, общественных дебатов советский народ поддержит перестройку.
- 25 февраля: В Эстонии начинается «Фосфоритная война».
- 12 июня: Во время визита в Западный Берлин, ФРГ, Президент США Рональд Рейган бросает вызов-предложение Генеральному секретарю ЦК КПСС Михаилу Горбачёва в речи: «Мистер Горбачёв, снесите эту стену!» (Берлинскую стену).
- 10 сентября: Начинается битва при Куито Куанавале, которая ещё больше усиливает эскалацию пограничного конфликта в Южной Африке.
- 30 сентября: Мохаммад Наджибулла становится президентом Афганистана и реализует политику национального примирения как средство положить конец советско-афганской войне, а также начало прекращения повсеместного советского вмешательства во внутренние дела страны.
- 8 декабря: Договор о ликвидации ракет средней и меньшей дальности подписан в Вашингтоне, Президентом США Рональдом Рейганом и советским лидером Михаилом Горбачёвым. Некоторые позже утверждают, что это было неофициальное начало конца холодной войны. Михаил Горбачёв принимает договор START I.

## 1988
перейти:
- 20 февраля: Начинается Первая нагорно-карабахская война между Арменией и Азербайджаном.
- 11 мая: Смерть Кима Филби (Гарольда Адриана Рассела Филби) в Москве, высокопоставленного офицера разведки Великобритании, который переехал в Советский Союз.
- 15 мая: Советские войска начинают выходить из Афганистана.
- 29 мая — 1 июня: Рональд Рейган и Михаил Горбачёв встречаются в Москве. Договор о ликвидации ракет средней и меньшей дальности ратифицирован. Когда его спросили, верит ли он, что Советский Союз все ещё является «Империей зла», Рейган отвечает, что говорил о «другом случае, другой эре».
- 5 октября: Аугусто Пиночет в Чили проигрывает национальный плебисцит о своём правлении.
- 3 ноября: На Мальдивах произошла попытка переворота.
- 6 ноября: Советский учёный и известный правозащитник Андрей Сахаров отправляется с двухнедельным визитом в Соединённые Штаты.
- 7 декабря: Михаил Горбачёв объявляет в речи перед Генеральной Ассамблеей Организации Объединённых Наций, что Советский Союз больше не будет военным способом вмешиваться в дела Восточной Европы.
- 22 декабря: Южная Африка выводит свои войска из юго-западной Африки (Намибия). Окончена многолетняя интервенция ЮАР в намибийский и ангольский вооружённые конфликты.

## 1989
перейти:
- 4 января: Инцидент в заливе Сидра между США и Ливией, аналогичный инциденту в заливе Сидра в 1981 году.
- 11 января: Коммунистическая Венгрия начинает политические реформы.
- 19 января: «Солидарность» легализована польским правительством.
- 20 января: Джордж Буш избран 41-м президентом Соединённых Штатов.
- 2 февраля: Начинается вывод советских войск из Афганистана.
- 3 февраля: Парагвайский президент Альфредо Стросснер был свергнут в ходе переворота во главе с Андресом Родригесом.
- 19-21 февраля: Неофициальная встреча «Джакарта II» было проведено в Джакарте. На этой встрече решены два важных вопроса, а именно вывод вьетнамских войск из Камбоджи и предотвращение возобновления режима Пол Пота в Камбодже. Позже усилия по разрешению конфликта будут продолжены на международной конференции в Париже 30—31 июля 1989 года.
- 26 марта: Советский Союз проводит первый тур выборов в Совет народных депутатов СССР.
- 4 июня: События на площади Тяньаньмэнь: Пекинские протесты подавлены китайскими правительственными войсками, что приводит к большому количеству жертв.
- 4 июня: Выборы в Польше показывают полное отсутствие общественной поддержки Коммунистической партии; Союз Солидарности выигрывает все доступные места в парламенте и 99 % мест в Сенате.
- 19 августа: Открытие пограничного перехода между Австрией и Венгрией в рамках Европейского пикника, фактический распад Восточного блока.
- Август: Польский сейм избирает Тадеуша Мазовецкого лидером первого некоммунистического правительства в восточноевропейских странах.
- 7 октября: Венгерская социалистическая партия, правящая партия Венгрии распущена.
- 18 октября: В венгерскую конституцию внесены поправки, чтобы разрешить многопартийную политическую систему и выборы. Заканчивается почти 20-летний срок правления Восточной Германией коммунистического лидера Эриха Хонеккера.
- 9 ноября: Начало мирных революций в Восточной Европе в годовщину Октябрьской революции. Советские реформы позволили Восточной Европе сместить там коммунистические правительства. Начинается стихийный демонтаж населением Берлинской стены, после того представитель Политбюро ГДР Гюнтер Шабовски, не полностью информированный о технических особенностях или процедурах недавно согласованного снятия ограничений на поездки, ошибочно объявляет на пресс-конференции в Восточном Берлине, что границы были открыты.
- 2 декабря: Конец Второй малайской гражданской войны по итогам Хатъяйского мирного соглашения.
- 3 декабря: В конце саммита на Мальте советский лидер Михаил Горбачёв и президент США Джордж Буш заявляют, что началась долговечная эра мира. Многие наблюдатели считают этот саммит официальным началом конца холодной войны.
- 14 декабря: В Чили восстановлена демократия.
- 16—25 декабря: Румынская революция: восставшие свергают коммунистическое правительство Николаэ Чаушеску, казня его и его жену Елену. Румыния была единственной страной Восточного блока, где было насильственно свергнуто коммунистическое правительство или казнены коммунистические лидеры.
- 20 декабря: Соединённые Штаты вторгаются в Панаму.
- 24 декабря: Начинается Первая либерийская гражданская война.
- 25 декабря: Коммунистическая партия Румынии, правящая партия Румынии распущена.
- 29 декабря: Вацлав Гавел становится президентом независимой Чехословакии.